# 道の駅花夢里にいつ

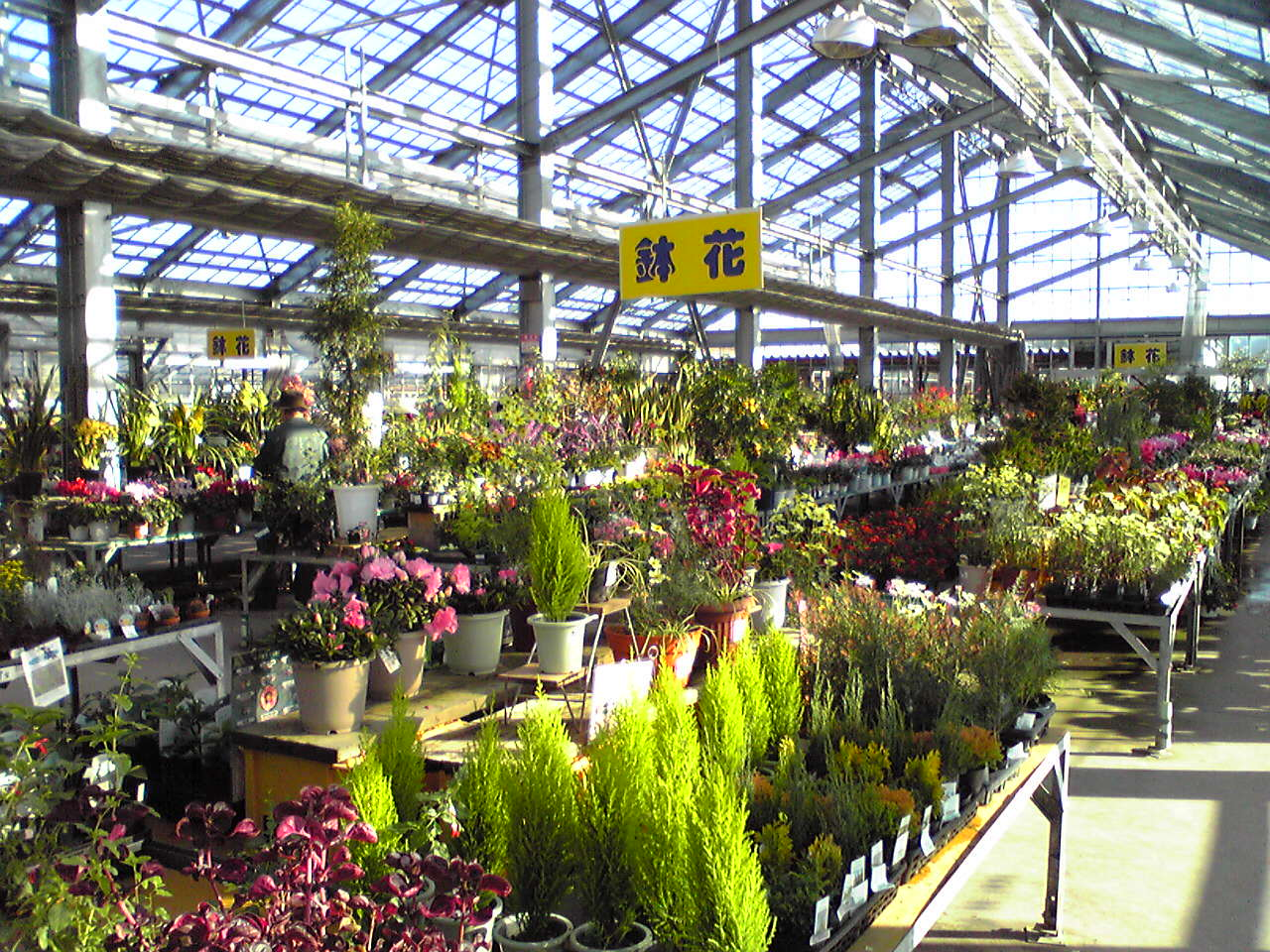
道の駅内部

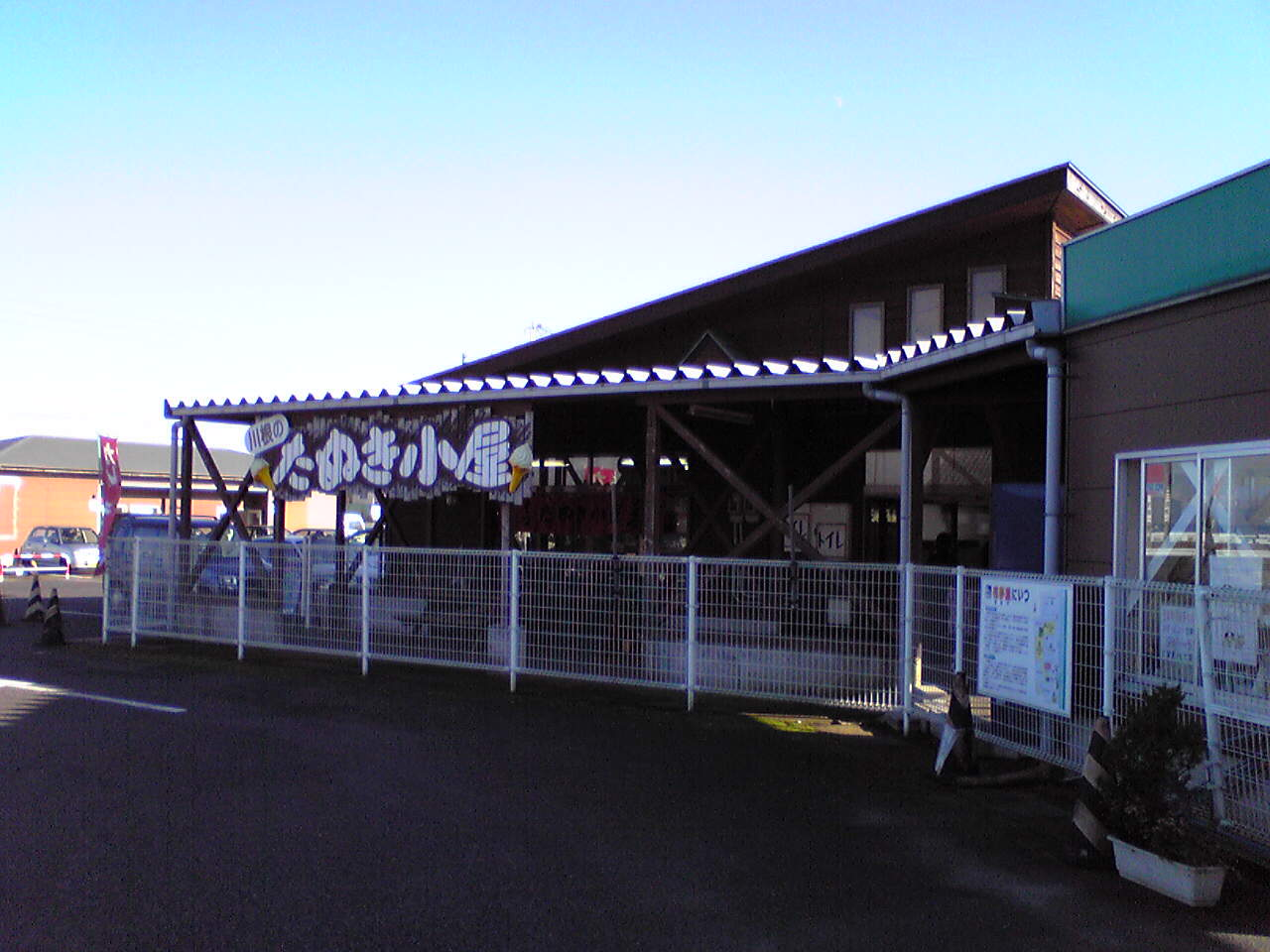
食堂

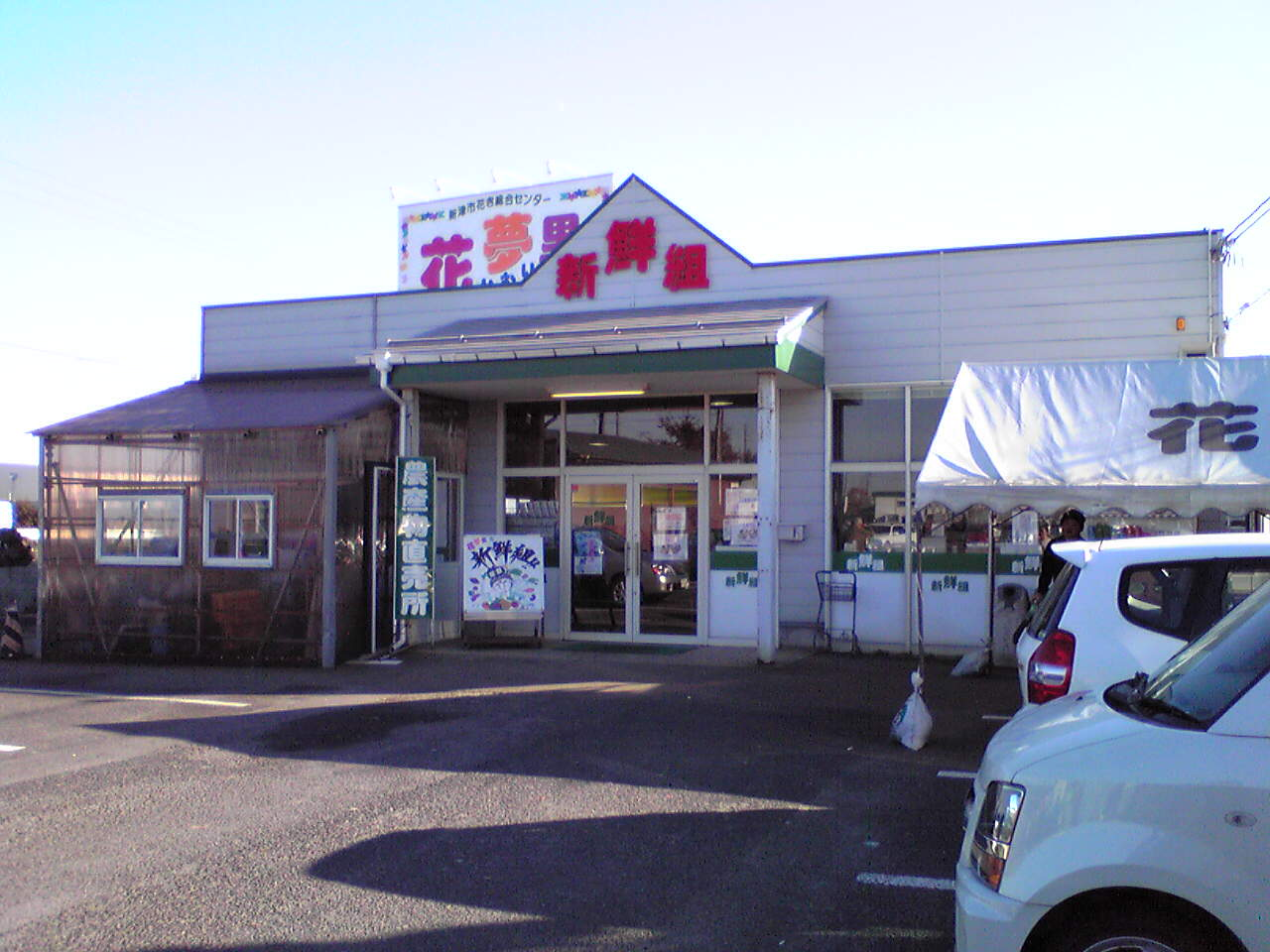
農産物販売所

道の駅花夢里にいつ（みちのえき かむりにいつ）は、新潟県新潟市秋葉区川根にある国道460号の道の駅である。
新潟市新津花き総合センター内の一施設で、新潟市と新潟かがやき農業協同組合（JA新潟かがやき）が運営している。

## 歴史
新津市大字川根にある新津市花き総合センターの一般消費者向け施設として、1999年（平成11年）10月17日にオープン。冷暖房施設を備えたガラス温室や花木、植木、園芸資材の即売施設を有する「花の即売場」として知られる。2002年（平成14年）8月13日に道の駅に登録され、24時間トイレや道路・観光情報機能の整備が行われたうえで2003年（平成15年）4月1日より道の駅としての営業を開始した。

## 施設
- 駐車場
  - 普通車：158台
  - 大型車：10台
  - 身障者用：3台
- トイレ
  - 男：大 6器（4器）、小 13器（9器）
  - 女：13器（9器）
  - 身障者用：2器

※（）内は、24時間利用可能
- 公衆電話：1台
- 軽食コーナー「食事処 たぬき小屋」（11:30 - 15:00、三新軒が運営）
- 物産館、農産物販売所
- 情報コーナー

### 記念碑
周辺一帯は、日本のチューリップ栽培が始まった地域であることから、「日本チューリップ発祥の地」の記念碑が立てられている。

### 管理
- JA新津さつき

## 営業日
- 年末年始

## アクセス
- 国道460号
- 新津郷広域農道
- 新潟交通観光バス SW1・SW2 臼井線 「川根」バス停（国道460号沿い）より徒歩約5分